# Clèlia

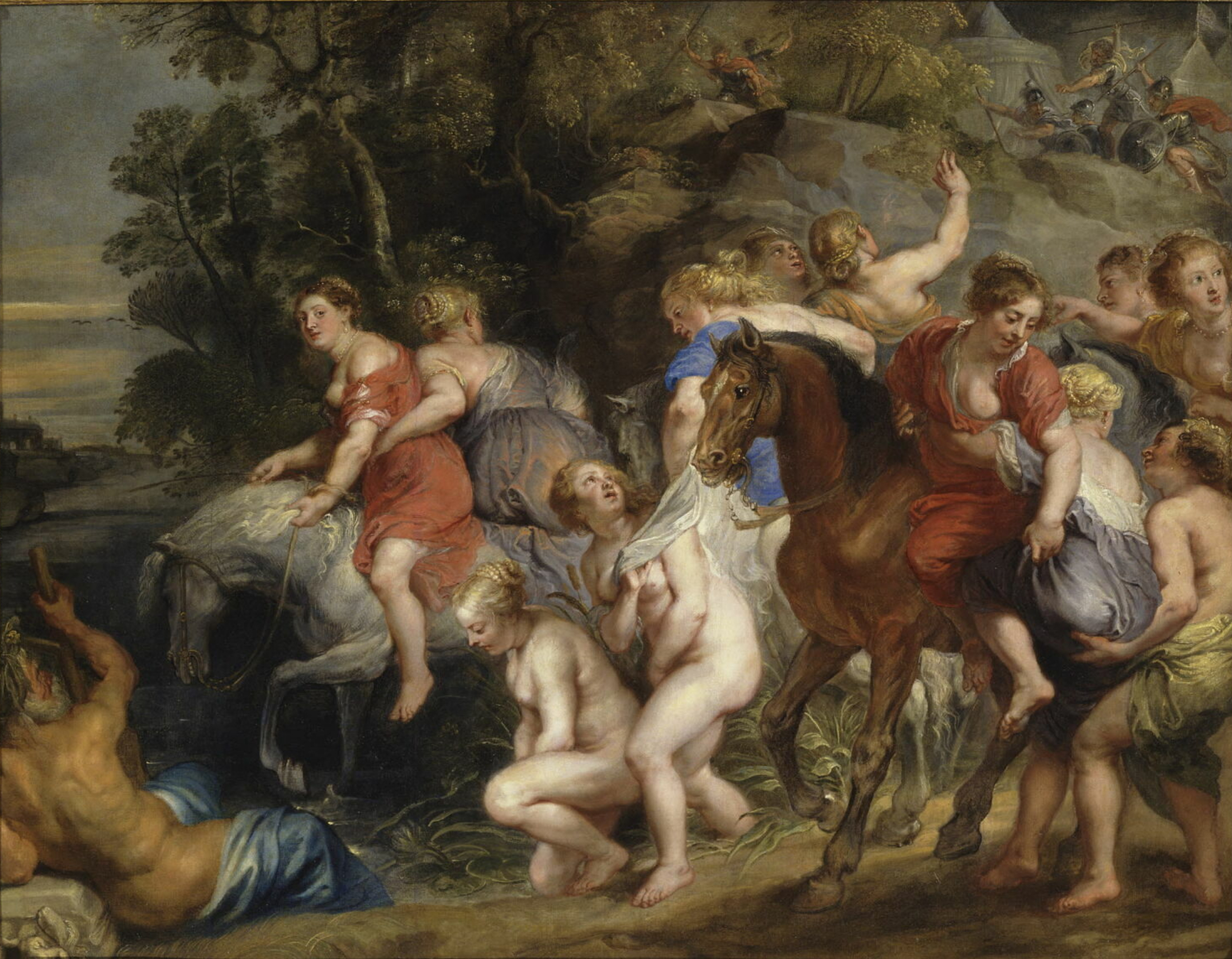
Clèlia travessant el Tiber (1630/40) de Rubens

Clèlia (llatí: Cloelia) va ser una de les més reconegudes heroïnes de Roma durant la República.

## Context
Després de l'expulsió dels Tarquinis de Roma i la proclamació de la República romana el 509 aC, els Tarquinis es refugiaren amb el rei etrusc Lars Porsenna, i el convenceren de combatre amb ells per restablir-los en el tron. Al començament la guerra és favorable a Porsenna, que pren el Janícul, però esdevé un setge interminable. No obstant això, gràcies a les gestes de Muci Escèvola i Horaci Cocles, Porsenna decideix emprendre negociacions amb els romans. Finalment els dos bandos arriben a l'acord que els romans han de lliurar ostatges a canvi que els etruscs aixequin el setge.

## La llegenda
Porsenna exigeix que entre els ostatges hi figurin cent verges romanes. Però, acceptat el tractat, i quan Porsenna es disposava a retirar-se, una de les dones, anomenada Clèlia, va escapar del grup i va travessar el riu Tíber nedant i va tornar dins la ciutat. Porsenna, indignat, va manar un ultimàtum a Roma perquè la lliurés de nou. Davant el temor d'un nou setge, el cònsol va tornar a capitular i va lliurar Clèlia a Porsenna, el qual, lluny de matar-la o castigar-la, la va mantenir en el seu palau, un cop abandonat el setge, amb totes les comoditats i atencions, i hi ha fonts que indiquen que va arribar a casar-se amb ella, car admirava la seva valentia i amor per la pàtria. A més, va alliberar la resta de les presoneres perquè retornessin a llurs cases. Per la seva banda, Roma va agrair els esforços de Clèlia i, en record seu, va erigir una estàtua eqüestre de bronze en la Via Màxima.
Una altra tradició menys coneguda diu que els Tarquinis massacraren tots els ostatges llevat d'una noia anomenada Valèria, que va fugir i va travessar el Tíber, però que no va ser retornada. També es deia que també se li va erigir una estàtua.

## La veritable Clèlia
Clèlia va existir realment, però no se sap amb exactitud si va protagonitzar una escapada a Roma per tornar amb Porsenna posteriorment. La llegenda planteja dues contradiccions: Porsenna ja estava casat quan va assetjar Roma (~450 aC) i la República prohibia les estàtues eqüestres que havien de retre homenatge als personatges més il·lustres.

## El llegat
Clèlia, juntament amb Cincinnat, formava part dels ideals de lleialtat, valentia, humilitat i submissió a l'honra que tots els romans havien de complir. Va ser, si és veritable la seva història, una veritable heroïna que es va sacrificar per la seva pàtria i que va demostrar la força social que les dones exercien en la seva època.